# IHL 1935/36
Die Saison 1935/36 war die siebte und letzte reguläre Saison der International Hockey League (IHL). Meister wurden die Detroit Olympics. Zur Saison 1936/37 wurde die IHL mit der Canadian-American Hockey League fusioniert und in International-American Hockey League umbenannt.

## Teamänderungen
Folgende Änderungen wurden vor Beginn der Saison vorgenommen:
- Die Pittsburgh Shamrocks wurden als Expansionsteam in die Liga aufgenommen.
- Die Rochester Cardinals wurden als Expansionsteam in die Liga aufgenommen.

## Modus
In der Regulären Saison absolvierten die acht Mannschaften jeweils zwischen 46 und 48 Spiele, wobei die Liga in zwei Divisions (Eastern und Western) aufgeteilt wurde. Für einen Sieg erhielt jede Mannschaft zwei Punkte, bei einem Unentschieden einen Punkt und bei einer Niederlage null Punkte.

## Reguläre Saison

### Eastern Division
Abkürzungen: GP = Spiele, W = Siege, L = Niederlagen, T = Unentschieden, GF = Erzielte Tore, GA = Gegentore, Pts = Punkte
|                     | GP | W  | L  | T | GF  | GA  | Pts |
| ------------------- | -- | -- | -- | - | --- | --- | --- |
| Syracuse Stars      | 48 | 26 | 19 | 3 | 167 | 130 | 55  |
| Buffalo Bisons      | 48 | 22 | 20 | 6 | 109 | 101 | 50  |
| London Tecumsehs    | 48 | 23 | 22 | 3 | 116 | 125 | 49  |
| Rochester Cardinals | 47 | 15 | 29 | 3 | 104 | 137 | 33  |

### Western Division
Abkürzungen: GP = Spiele, W = Siege, L = Niederlagen, T = Unentschieden, GF = Erzielte Tore, GA = Gegentore, Pts = Punkte
|                      | GP | W  | L  | T  | GF  | GA  | Pts |
| -------------------- | -- | -- | -- | -- | --- | --- | --- |
| Detroit Olympics     | 47 | 26 | 18 | 3  | 127 | 101 | 55  |
| Cleveland Falcons    | 48 | 25 | 19 | 4  | 149 | 146 | 54  |
| Windsor Bulldogs     | 48 | 18 | 19 | 11 | 121 | 120 | 47  |
| Pittsburgh Shamrocks | 46 | 18 | 27 | 1  | 137 | 170 | 37  |